# Brutus (Nowy Jork)
Brutus – miasto w Stanach Zjednoczonych, w stanie Nowy Jork, w hrabstwie Cayuga.